# Marque de tâcheron

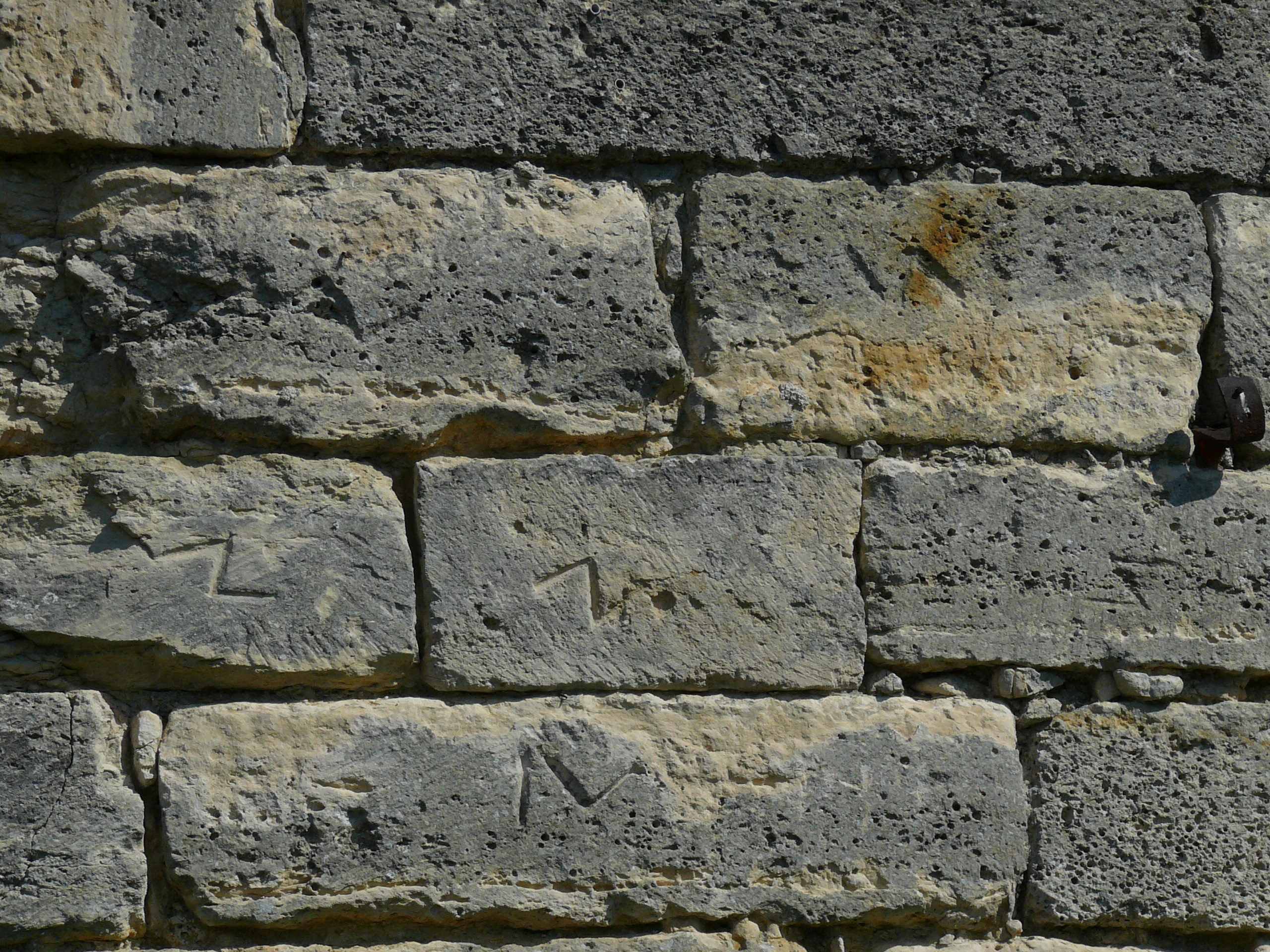
Marques de tâcherons sur une tour du château de Coucy, Picardie, France.

Une marque de tâcheron, ou marque de tailleur de pierre est un signe géométrique, voire une lettre ou un monogramme, gravé dans la pierre de taille par un tailleur de pierre. Elle fait peut-être partie, avec les marques comptables (gestion de la production de pierre et vérification des livraisons) et les marques techniques (marques de pose, d'assemblage, de hauteur d'assise, abreuvoir), des signes lapidaires liés au processus de construction et communément appelés marques lapidaires dont la grande diversité représente un vaste champ d'étude. Leur fonction exacte n'est toutefois pas certaine. 
Ces signes lapidaires se distinguent de ceux réalisés après la construction (graffitis et marques de prélèvement pour extraire de la poudre de pierre d'église).

## Fonction

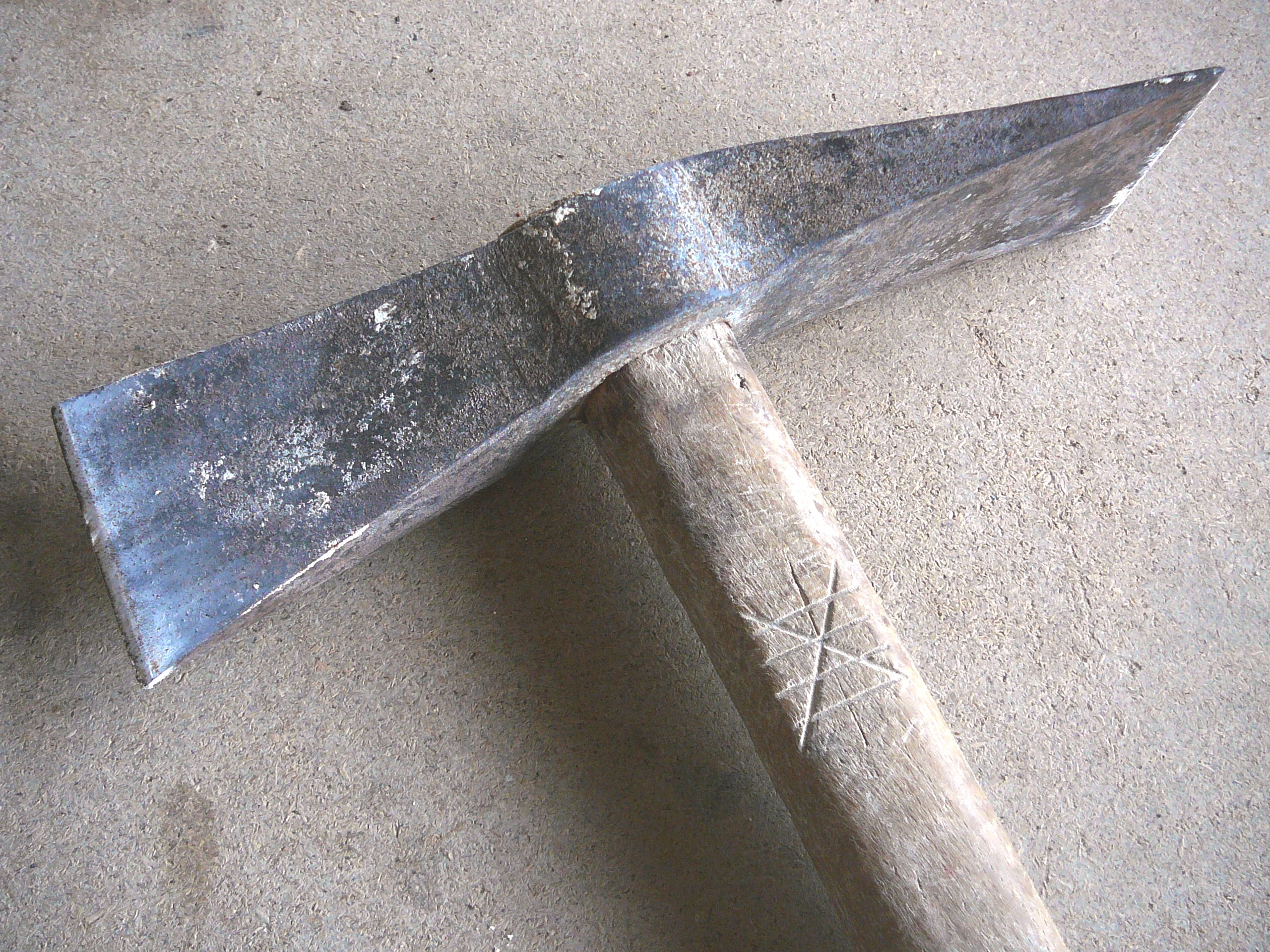
Marque de tâcheron sur le manche d'une polka.

Autrefois, chaque tailleur de pierre possédait sa marque qui lui servait de signature de manière à recevoir son salaire à la fin d'une semaine de travail, en fonction du nombre de pierres taillées, les tailleurs de pierre étant payés à la tâche. Cette marque identitaire pouvait aussi représenter tout un groupe de tailleurs, servant de  promotion pour montrer au public la qualité du travail effectué.
Parfois, l'ouvrier inscrivait sa marque sur le manche de ses outils.
Les marques de tâcheron ne doivent pas être confondues avec les signes conventionnels de reconnaissance des faces de la pierre de taille qui permettent de placer une pierre dans un appareil.
Eugène Viollet-le-Duc déduit des marques de tâcherons que l'ouvrier était libre, c'est-à-dire qu'il pouvait faire plus ou moins de travail, se faire embaucher ou se retirer du chantier. Les marques de tâcherons que l'on trouve sur les pierres des parements des monuments du XIIe siècle et du commencement du XIIIe siècle, dans l'Île-de-France, le Soissonnais, le Beauvoisis, une partie de la Champagne, en Bourgogne et dans les provinces de l'Ouest, prouvent que les ouvriers tailleurs de pierre, au moins, n'étaient pas payés à la journée, mais à la tâche, d'où le travail à la tâche. Suivant le mode de construire de cette époque, les pierres des parements faisant rarement parpaing et n'étant que des carreaux d'une épaisseur à peu près égale, la maçonnerie de pierre se payait à tant la toise superficielle au maître de l'œuvre, et la pierre taillée, compris lits et joints, à tant la toise de même à l'ouvrier. Celui-ci marquait donc chaque morceau sur sa face nue, afin que l'on pût estimer la valeur du travail qu'il avait fait.
Mais, vers le milieu du XIIIe siècle, lorsque les règlements d'Étienne Boileau sont mis en vigueur, ce mode de travail doit être modifié. Les ouvriers doivent d'abord se soumettre aux statuts de la corporation dont ils font partie; le salaire est réglé par les maîtrises, et chaque affilié ne peut avoir qu'un, deux ou trois apprentis sous ses ordres. Dès lors le salaire se règle par journées de compagnon et d'aide, et chaque compagnon devient ainsi comme une fraction d'entrepreneur concourant à l'entreprise générale, au moyen d'un salaire convenu et réglé pour telle ou telle partie. Aussi, les marques de tâcherons ne se voient plus sur les monuments des provinces du domaine royal à dater du milieu du XIIIe siècle.
L'interprétation traditionnelle de Viollet-le-Duc est toutefois mise en doute à l'époque contemporaine : la signification exacte de ces marques, notamment leur rattachement à un ouvrier donné, demeure incertaine tout particulièrement pour les XIIe et XIIIe siècles, faute de texte.

## Glyptographie
L'étude des marques de tailleurs de pierre s'appelle la glyptographie.

## Les marques de tâcheron dans l'architecture romane
Les marques de tâcheron sont fréquentes sur les édifices romans. On en trouve des exemplaires sur les murs des chapelles et églises romanes du Sud de la France comme la chapelle du Saint-Sépulcre de Beaumont-du-Ventoux, l'église Saint-Pierre-ès-Liens de Colonzelle, la Cathédrale Notre-Dame de Saint-Paul-Trois-Châteaux ou la Basilique Notre-Dame d'Orcival. Les blocs de pierre constituant le dallage de la basilique Sainte-Marie-Madeleine à Vézelay sont gravés par des telles marques de tâcheron.

Beaumont-du-Ventoux
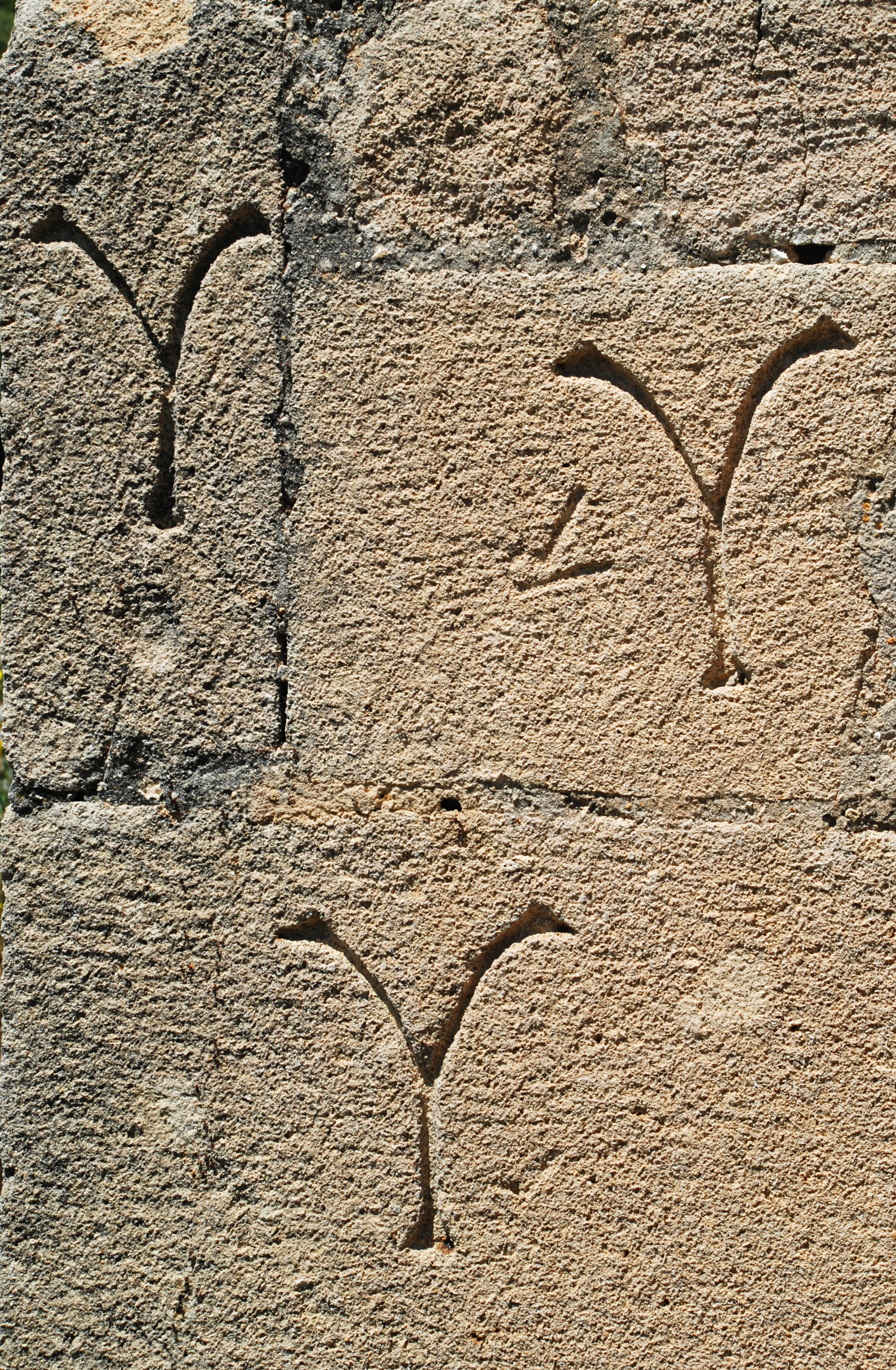
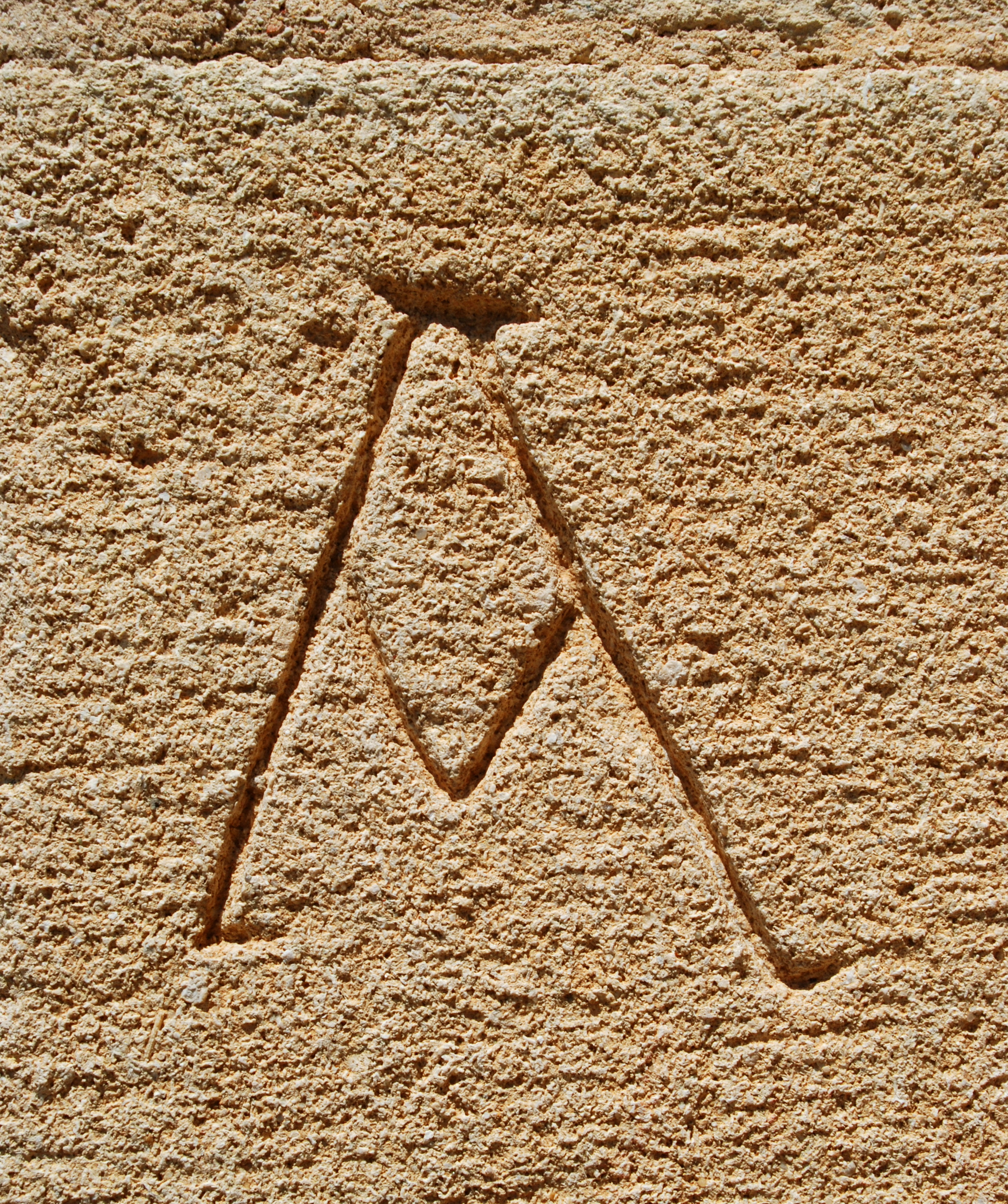
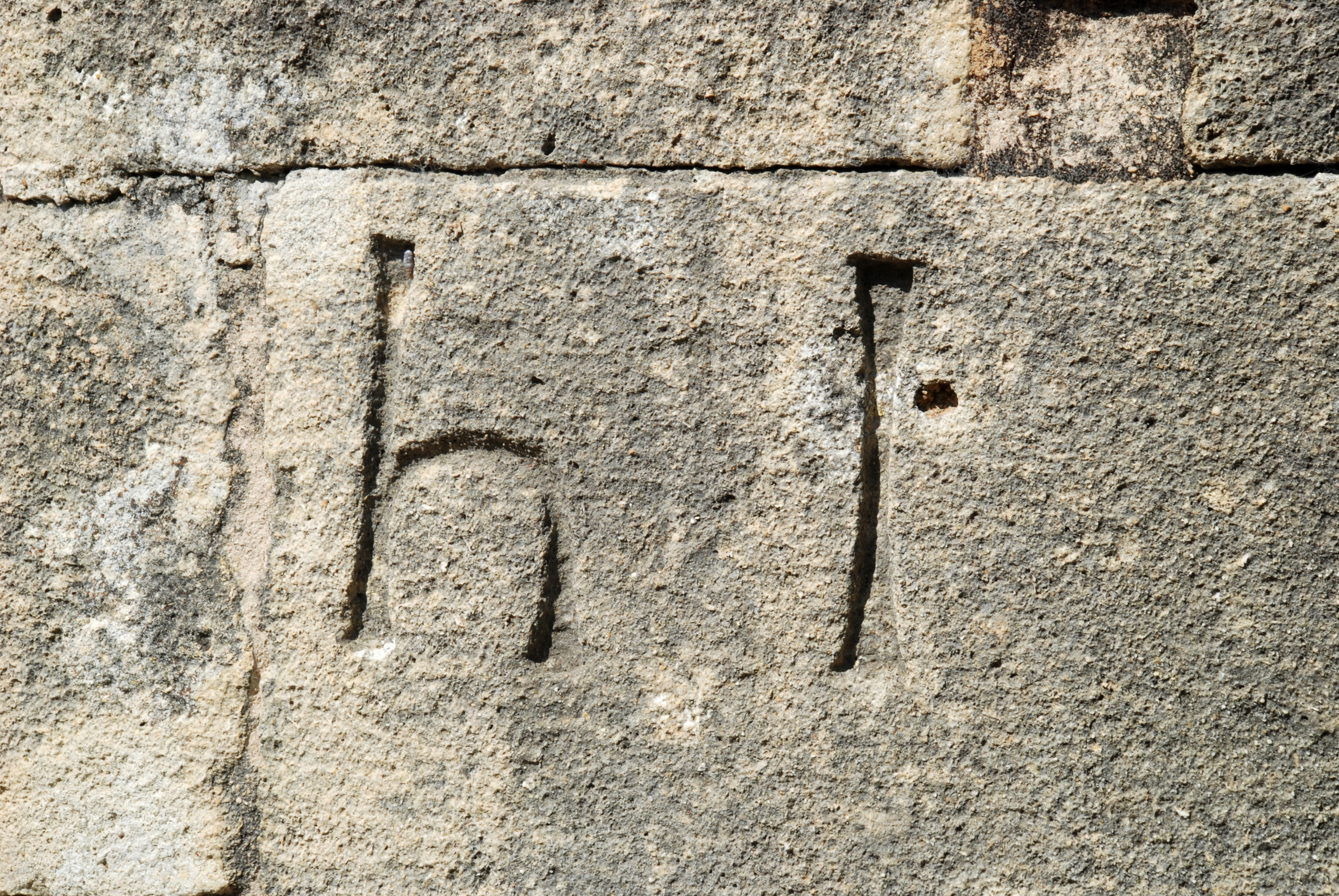

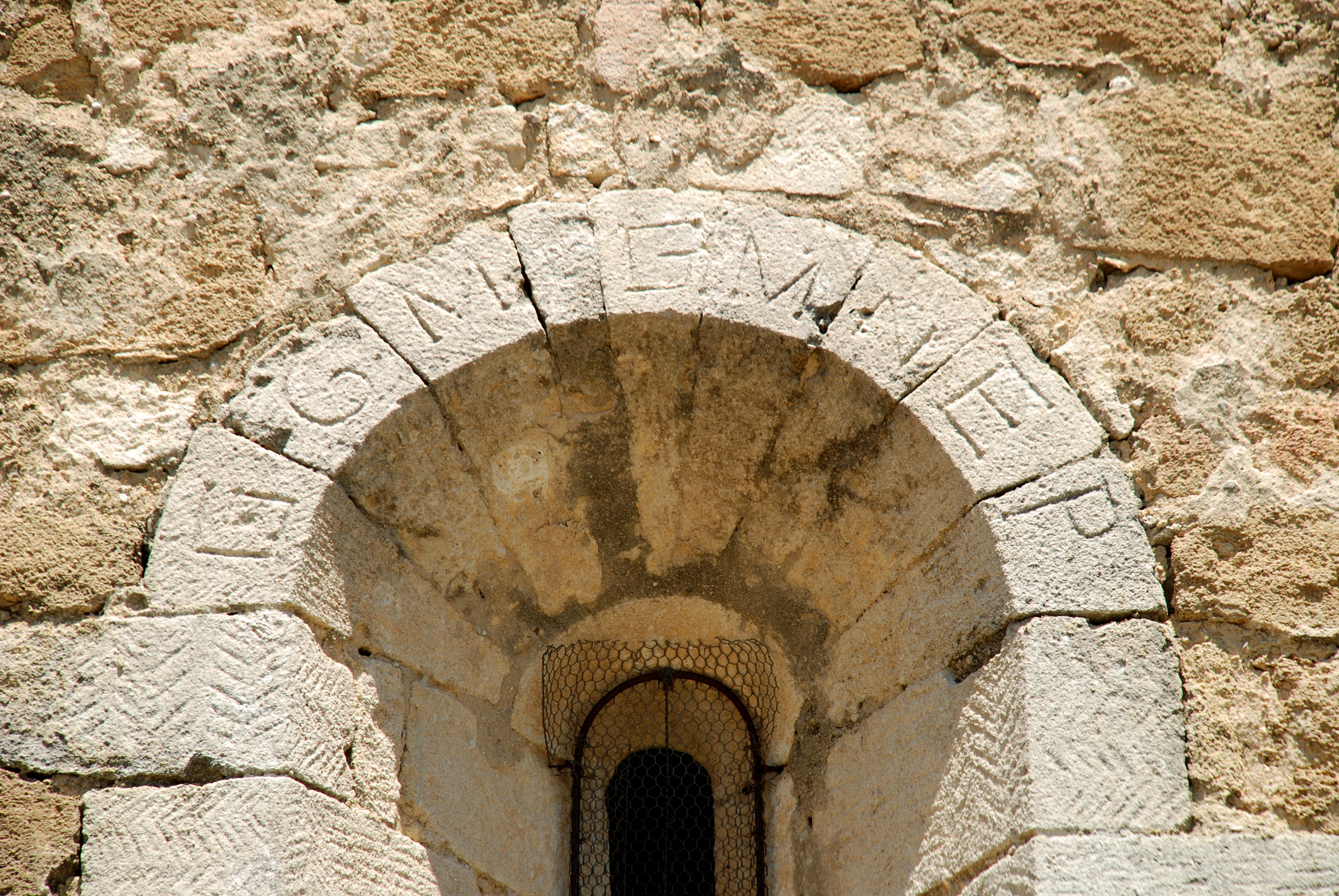
Colonzelle.
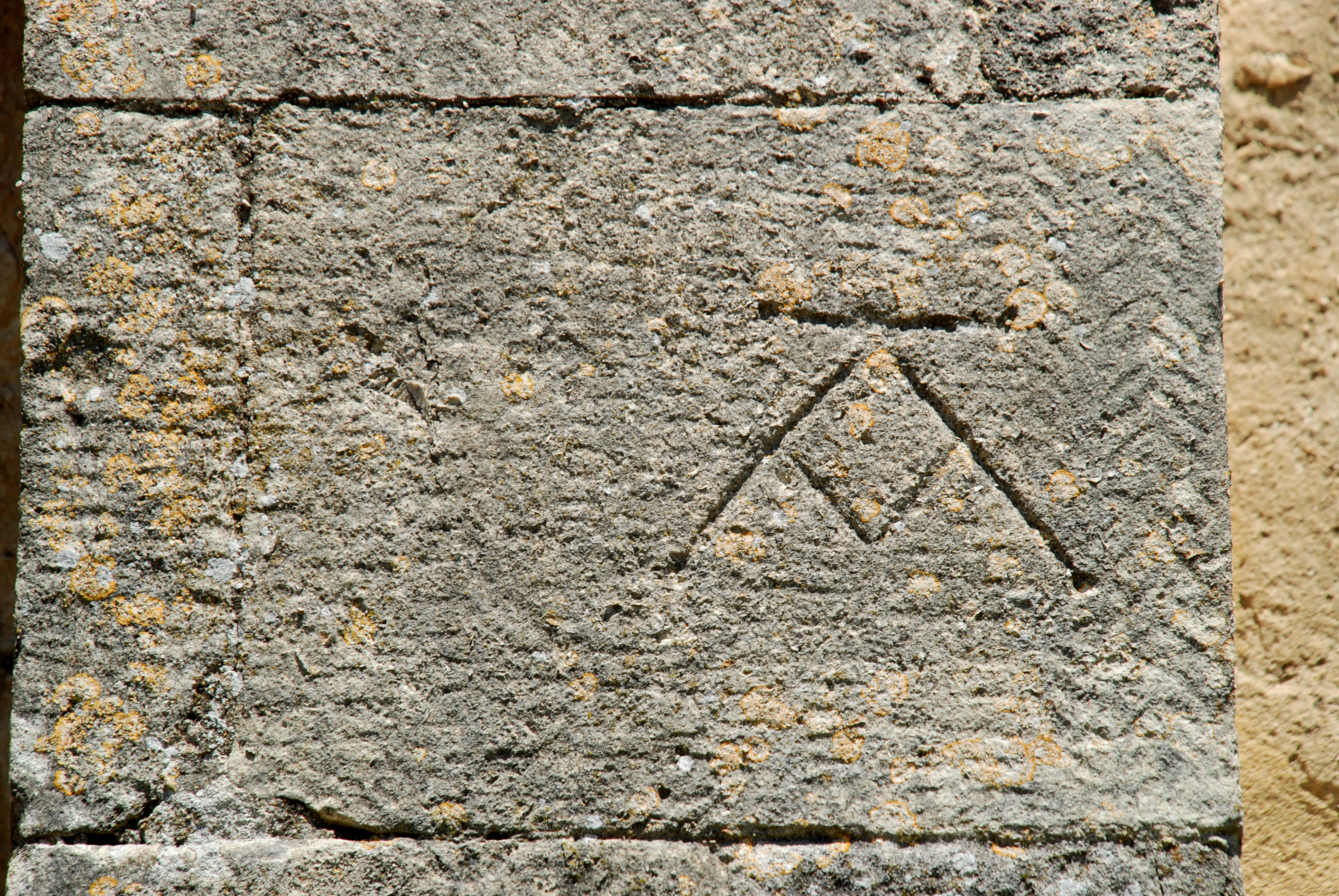
Colonzelle.
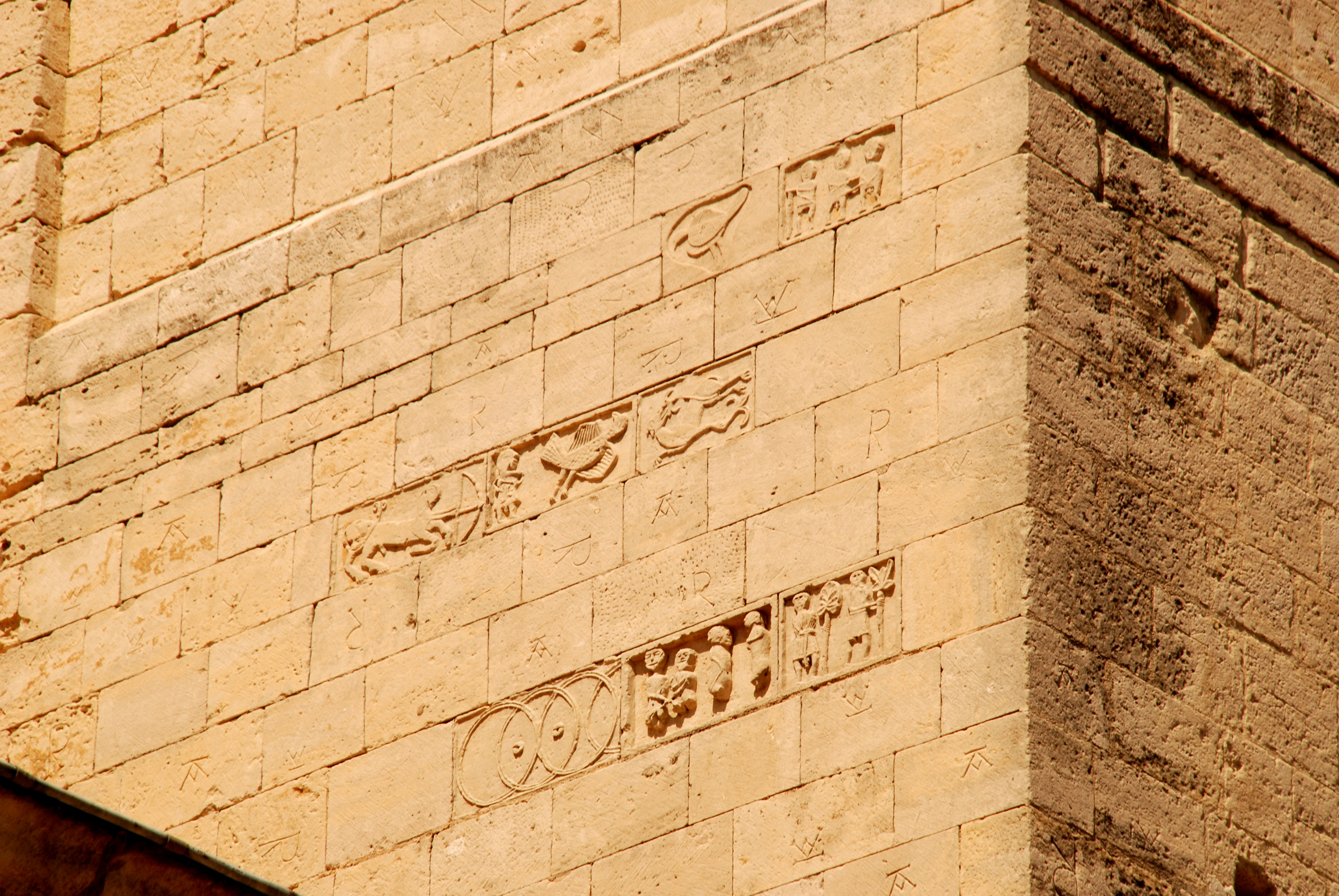
Sculptures romanes et marques de tâcheron sur le transept de la cathédrale Notre-Dame de Saint-Paul-Trois-Châteaux.
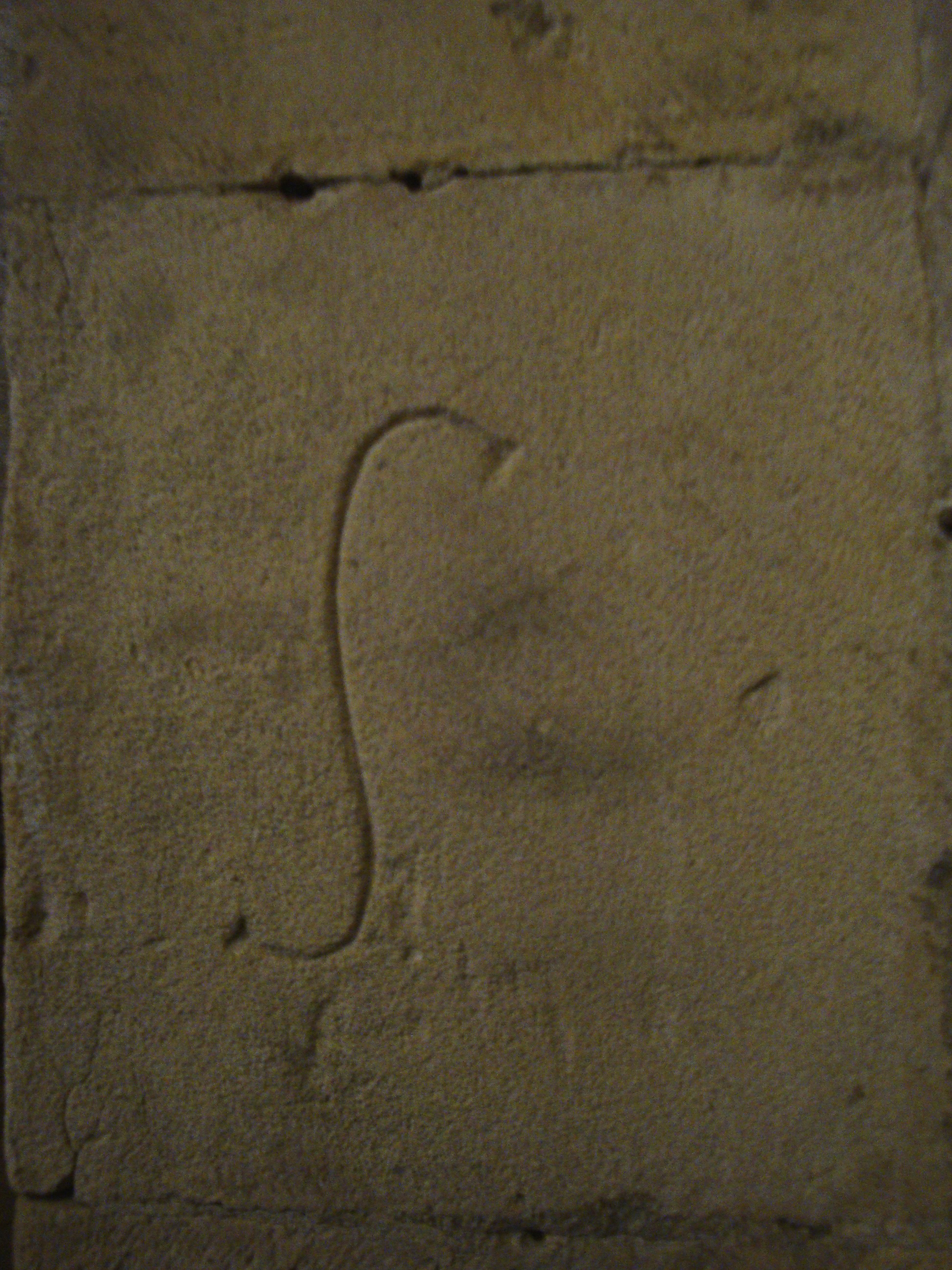
Église Saint-Honorat. Alyscamps, Arles.
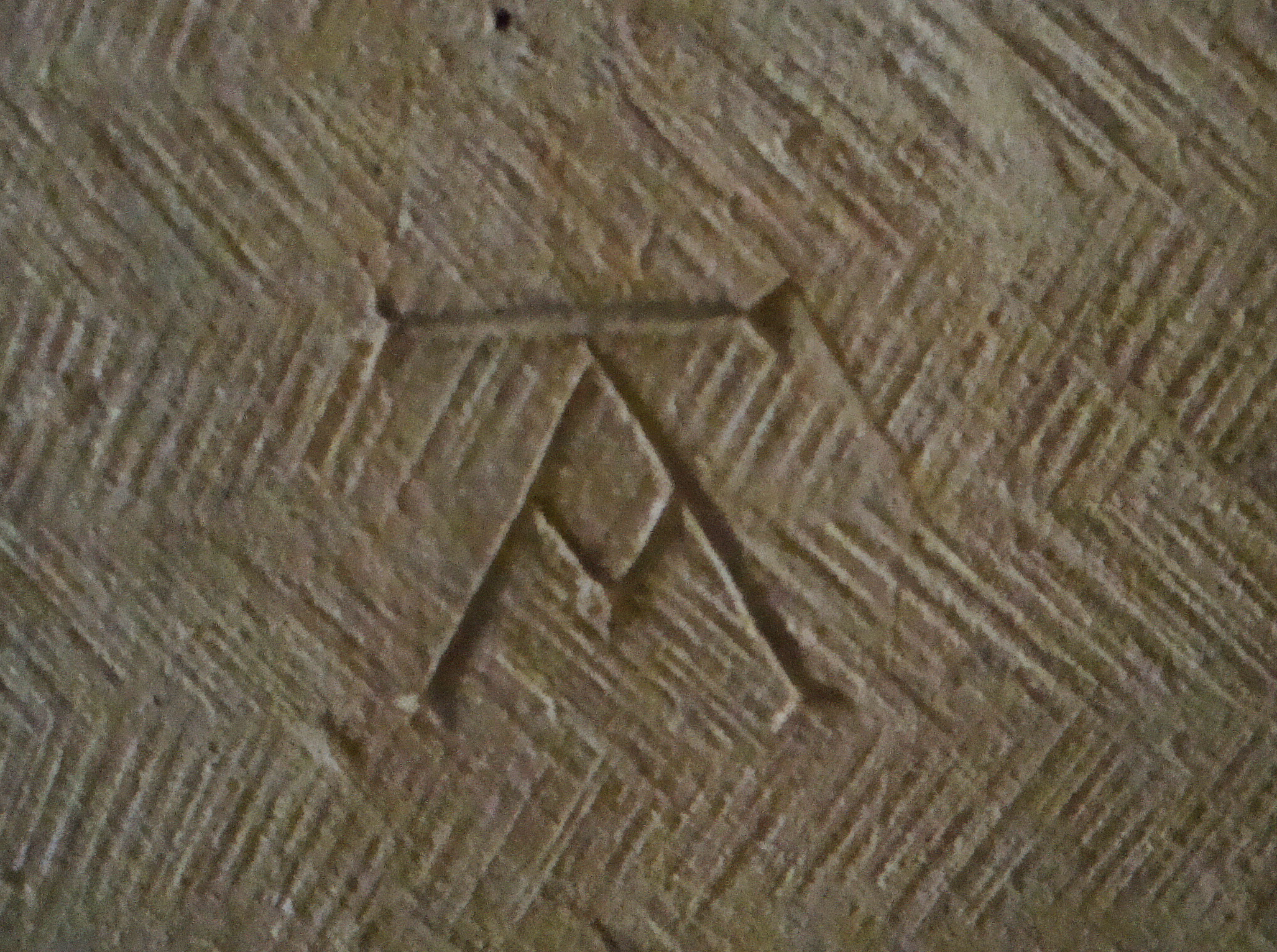
Église Saint-Honorat. Alyscamps, Arles.

## Les marques de tâcheron dans l'architecture militaire médiévale
Les marques de tâcheron foisonnent également sur les remparts des châteaux et forteresses du Moyen Âge comme le château de Coucy, le château de Pierrefonds ou encore les remparts d'Avignon ou ceux d'Aigues-Mortes.

Remparts d'Aigues-Mortes
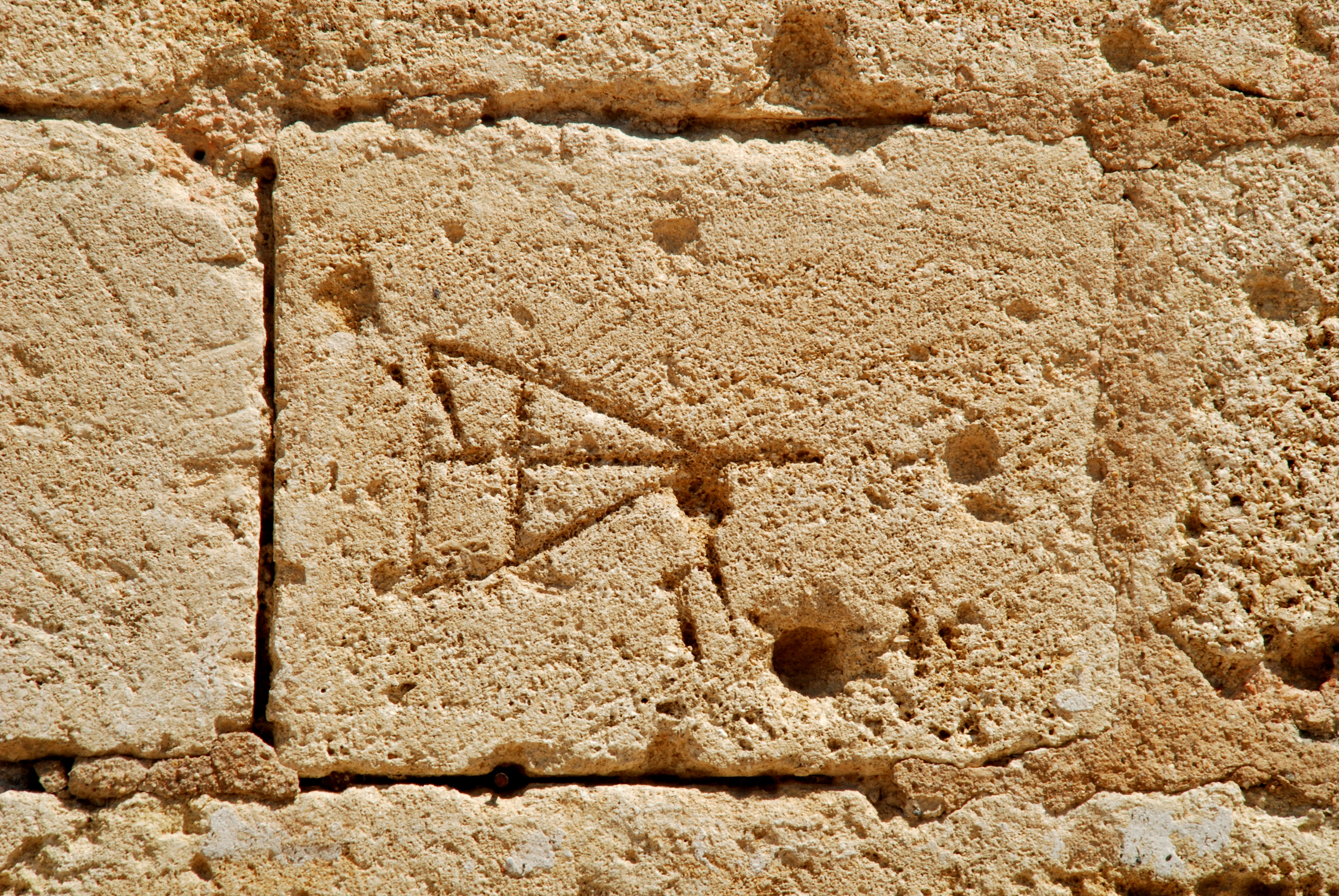
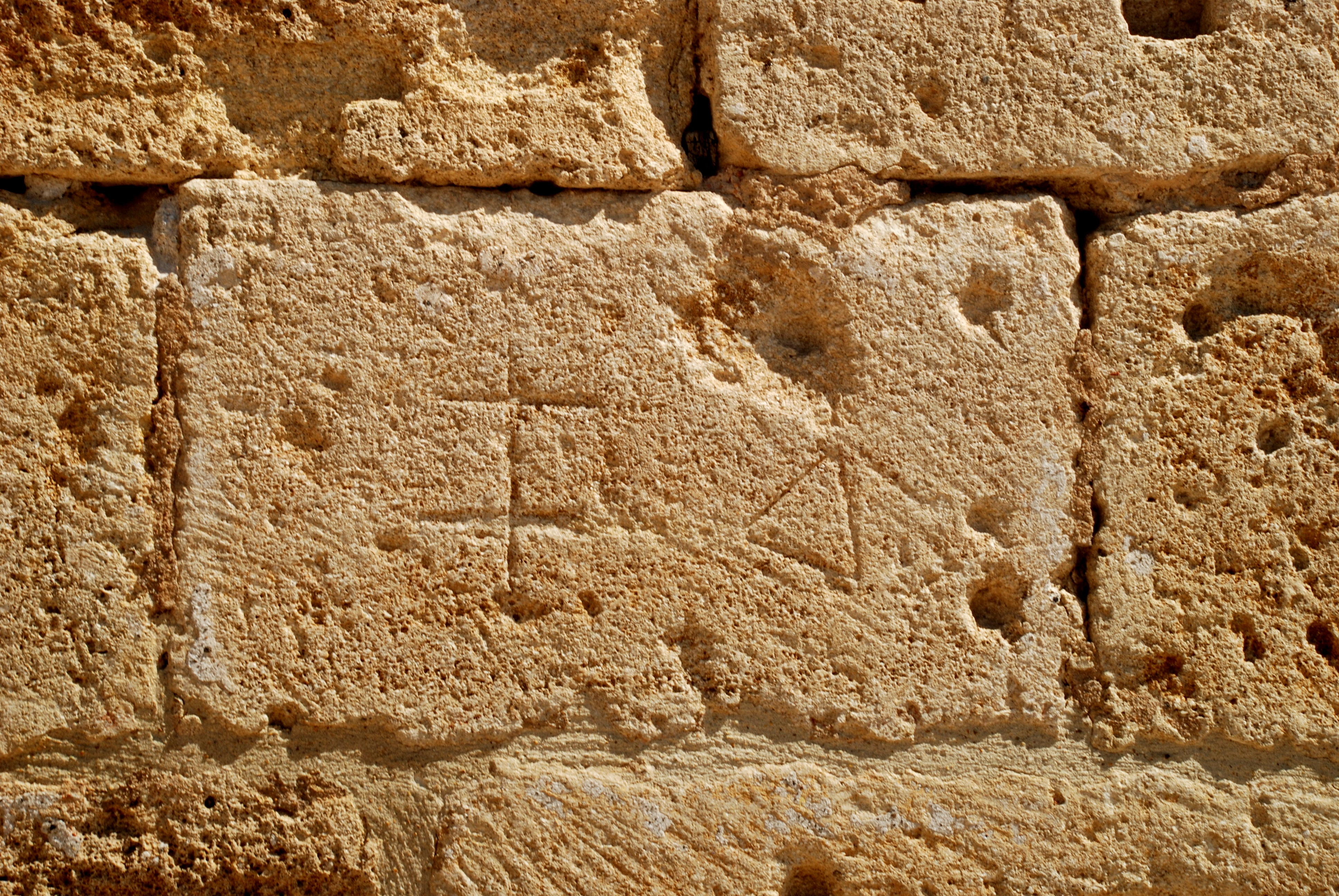

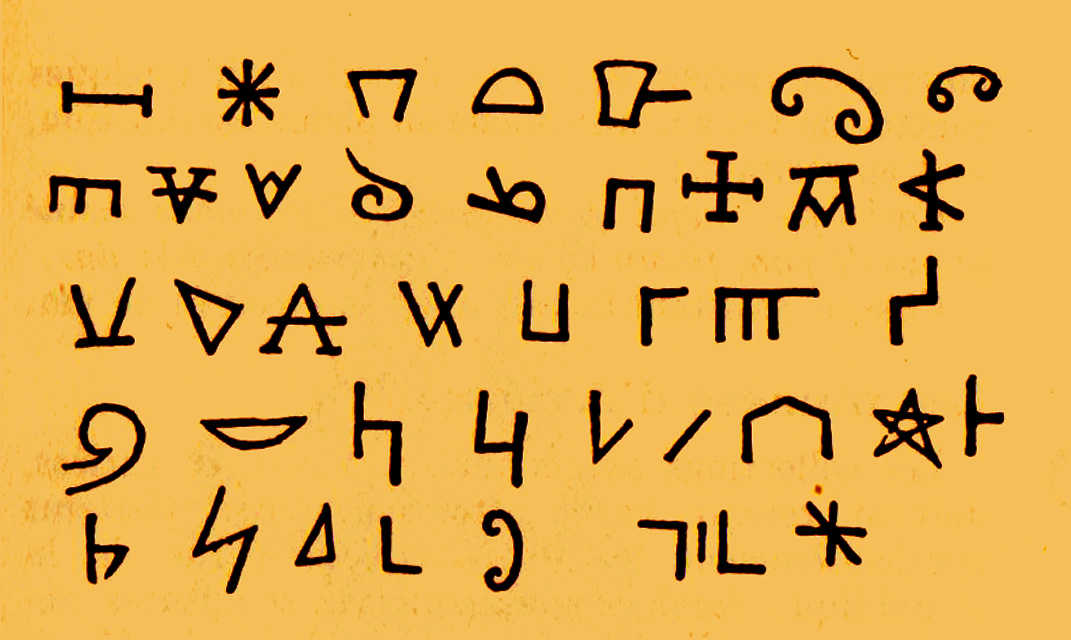
Marques des tailleurs de pierre des remparts d'Avignon relevées en 1880.

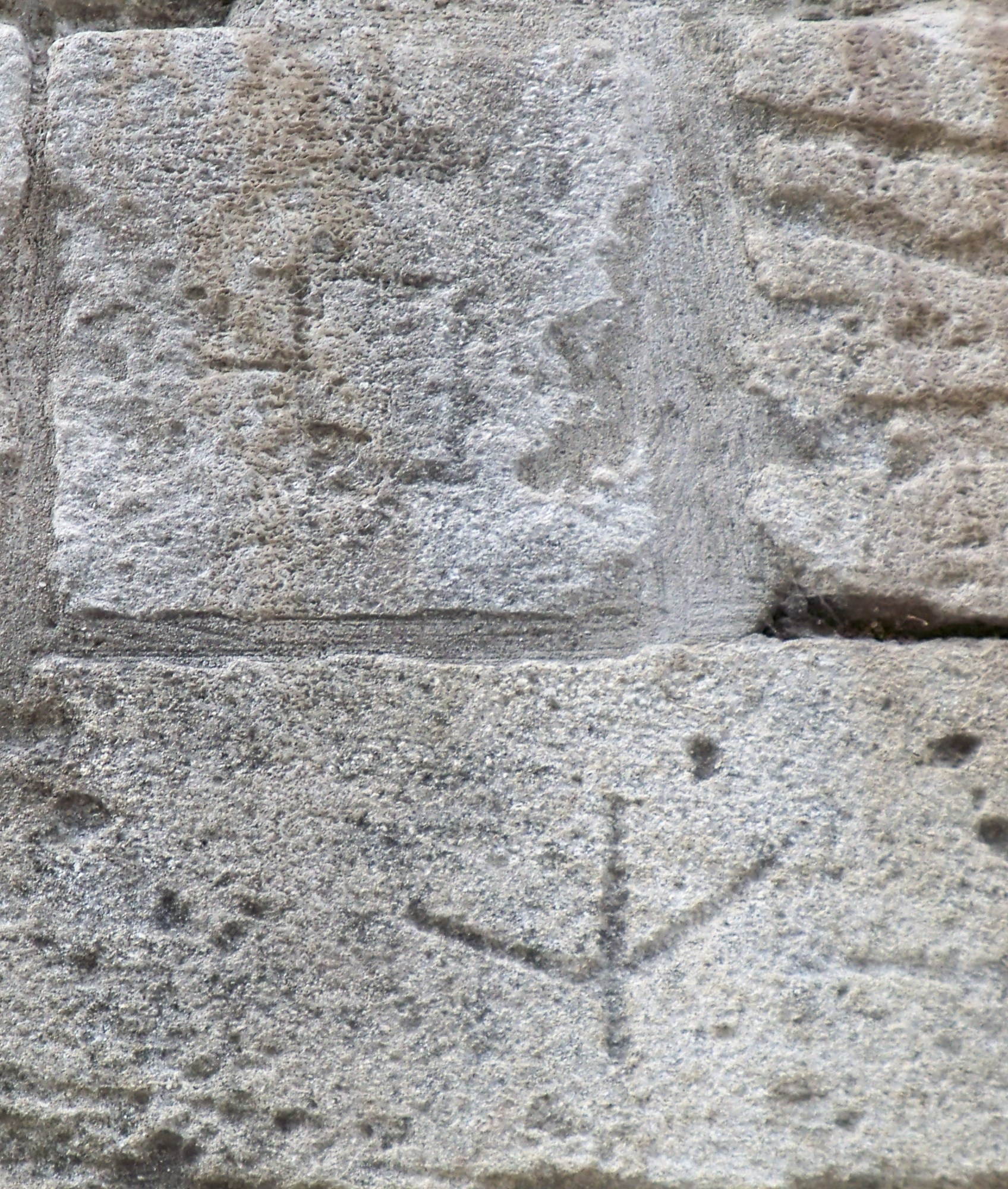
Marques de lapidaires sur les remparts d'Avignon.

Comme il était habituel au Moyen Âge, les papes d'Avignon firent appel à des corporations de tailleurs de pierre organisées en groupes de cinquante à cent compagnons. Ce sont eux qui ont gravé dans des pierres des marques qui se distinguent encore, par endroits, sur la partie supérieure des remparts, les pierres du bas ayant été trop érodées, au cours des siècles par les inondations. Ces marques ont été relevées, en 1880, par Albert et Auguste Maire. Elles permettaient à chaque tailleur qui l'avait gravé de faire connaître le résultat de son travail.
Il en a été relevé environ 450 de graphies différentes. Leurs dimensions sont de 7x7 centimètres pour une profondeur de 5 à 6 millimètres. Ce sont les frères Maire qui ont expliqué les premiers que ces signes n'étaient ni un alphabet secret ni un code lié à l'hermétisme maçonnique, mais uniquement des signatures. Outre les lettres de l'alphabet A, H, K, M, O, R, V et Y, se retrouvent stylisés des instruments de métier comme le compas, l'équerre, la pioche, la pelle, l'échelle et nombre de marteaux.

## Les signatures des maîtres lapidaires

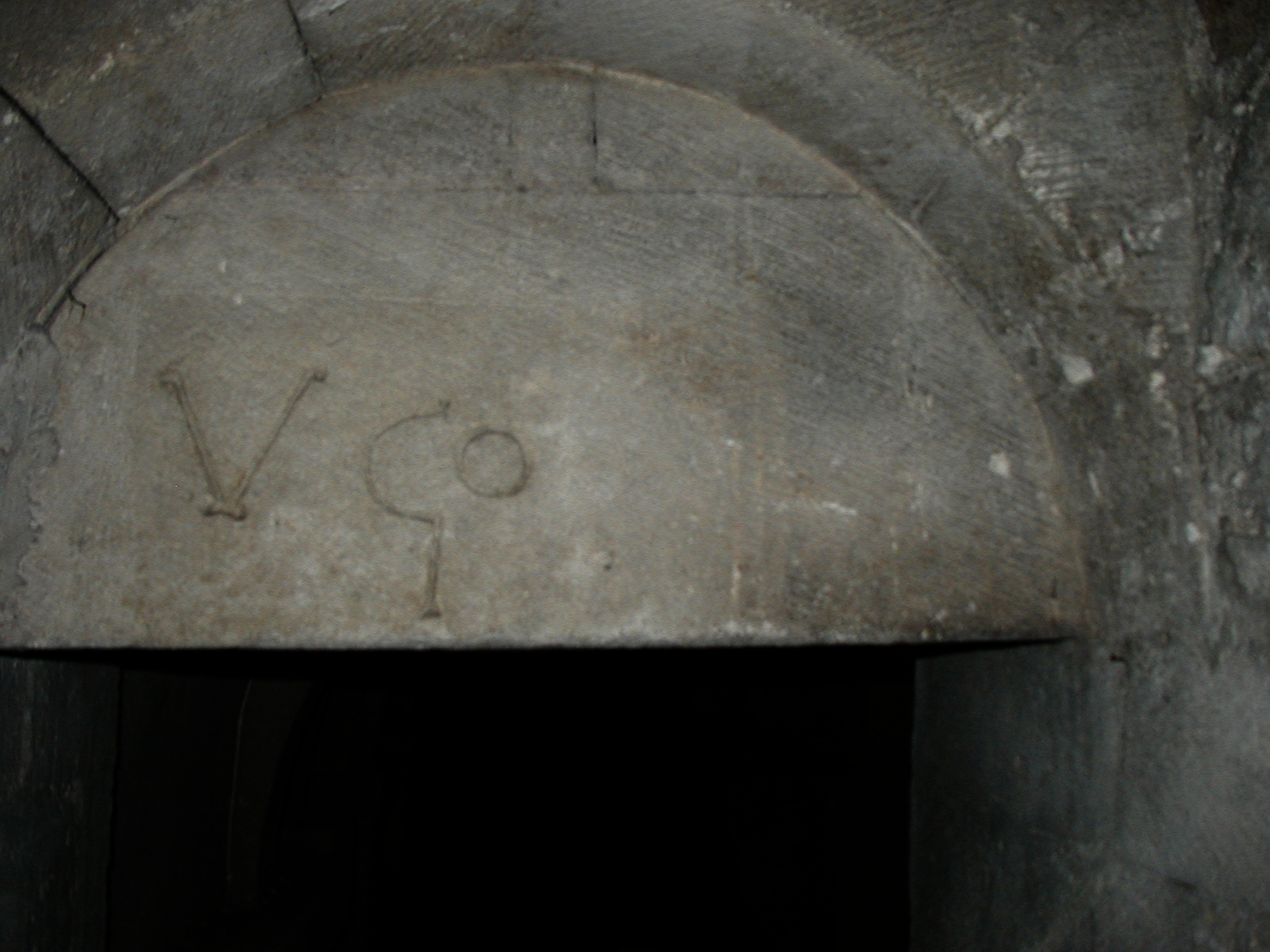
Signature d'Ugo sur le linteau extérieur de la crypte de la cathédrale Sainte-Anne d'Apt.

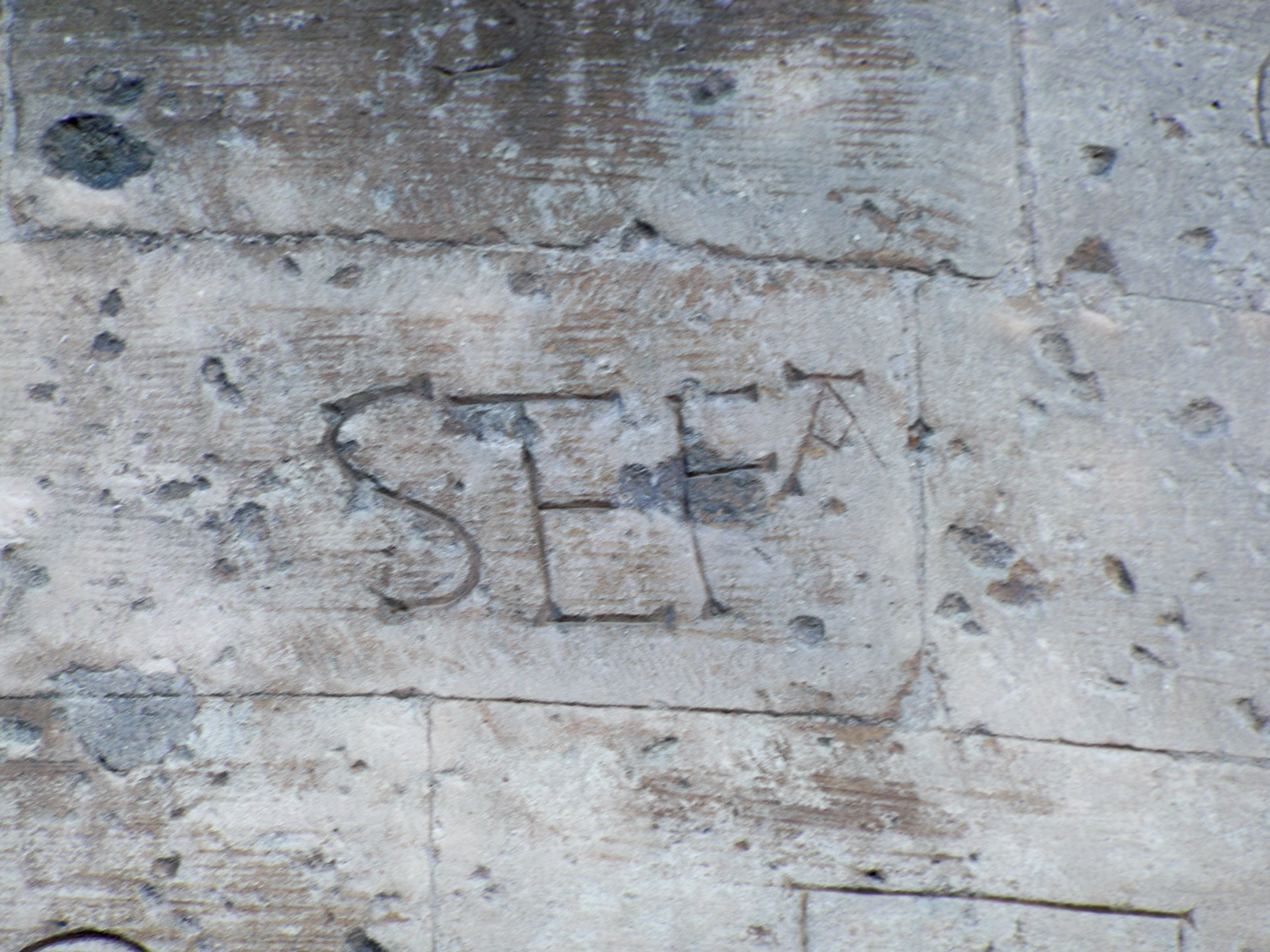
Signature de Stefanus sur la cathédrale Notre-Dame de Saint-Paul-Trois-Châteaux.

On ne connait rien généralement des vies des premiers architectes médiévaux sinon qu'ils furent maître d'œuvre, chef de chantier et maître appareilleur de nombre de cathédrales, d'églises et de chapelles rurales qu'ils signèrent de leur nom sur une pierre. Ce type de signature se retrouve surtout en haute Provence, dans le Tricastin et le Comtat Venaissin.
Hugues, dit VGo fut l'un des premiers, durant la seconde moitié du XIIe siècle, à signer son travail de son sigle VGo (Ugo) constitué d'un grand V, d'un G en faucille et d'un petit o. Il fut l’un des premiers grands individualistes de l’art au XIIe siècle avec Gilibertus (1115-1140), dont le nom est gravé à Vézelay et Saint-Lazare d’Autun, et Rogerus, qui œuvra entre 1145 et 1150 à Saint-Denis et à Chartres. Guy Barruol signale que les noms d'appareilleurs en toutes lettres sont rares. En Provence, sont connus STEFANUS à Saint-Trophime d'Arles, à Saint-Paul-Trois-Châteaux et au prieuré de Carluc près de Céreste ; PONCIUS à Saint-Honorat des Alyscamps et à Notre-Dame d'Auton au Pègue ; PONTIUS à Carpentras et Saint-Andiol ; PETRUS à Arles ; BERTR. et GIL. à Saint-Gabriel de Tarascon ; JOHANNES et SIMON à l'abbaye de Sénanque.

## Les marques de tâcheron en Norvège

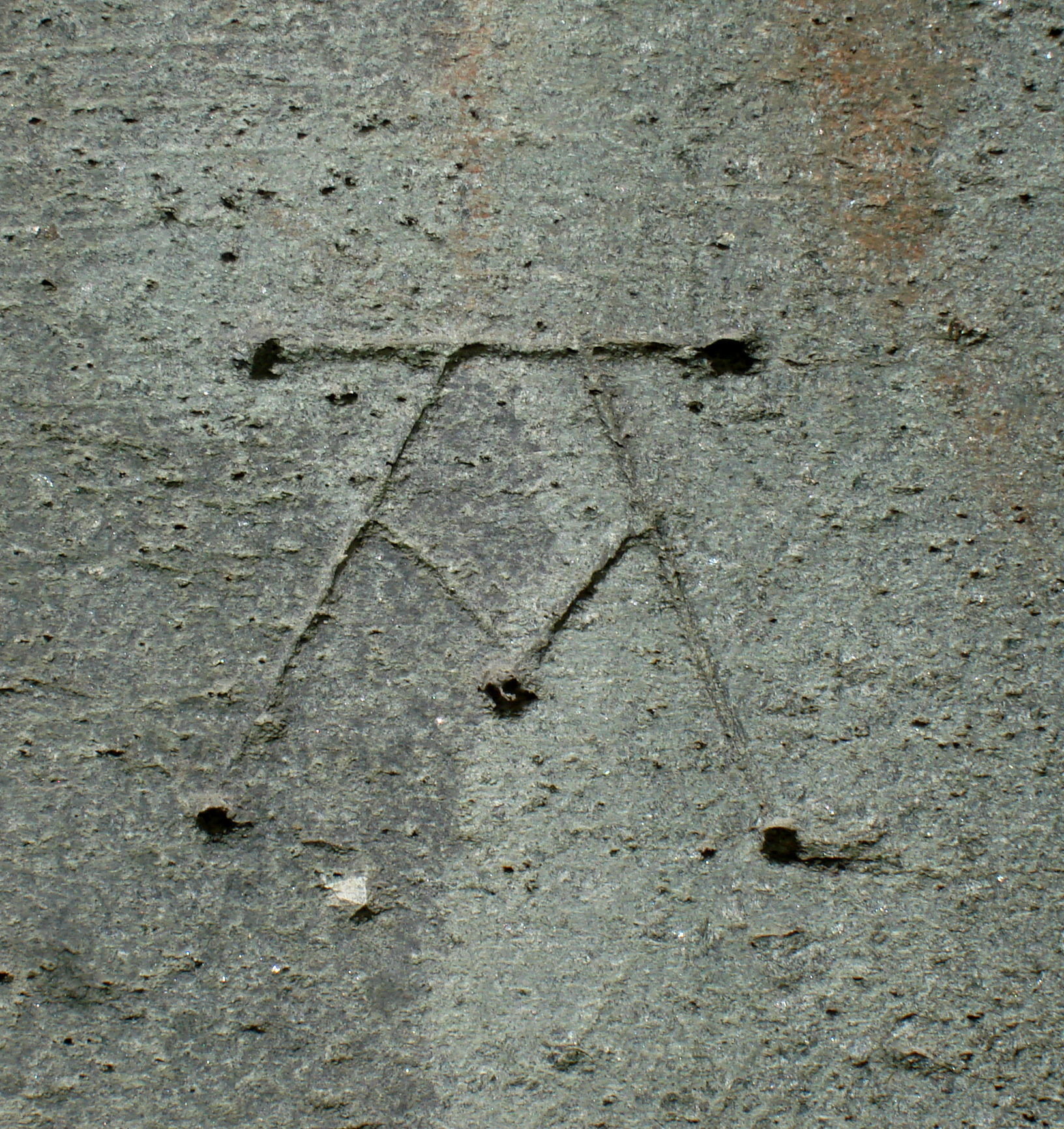
Cathédrale de Nidaros, Trondheim, XIIe siècle.
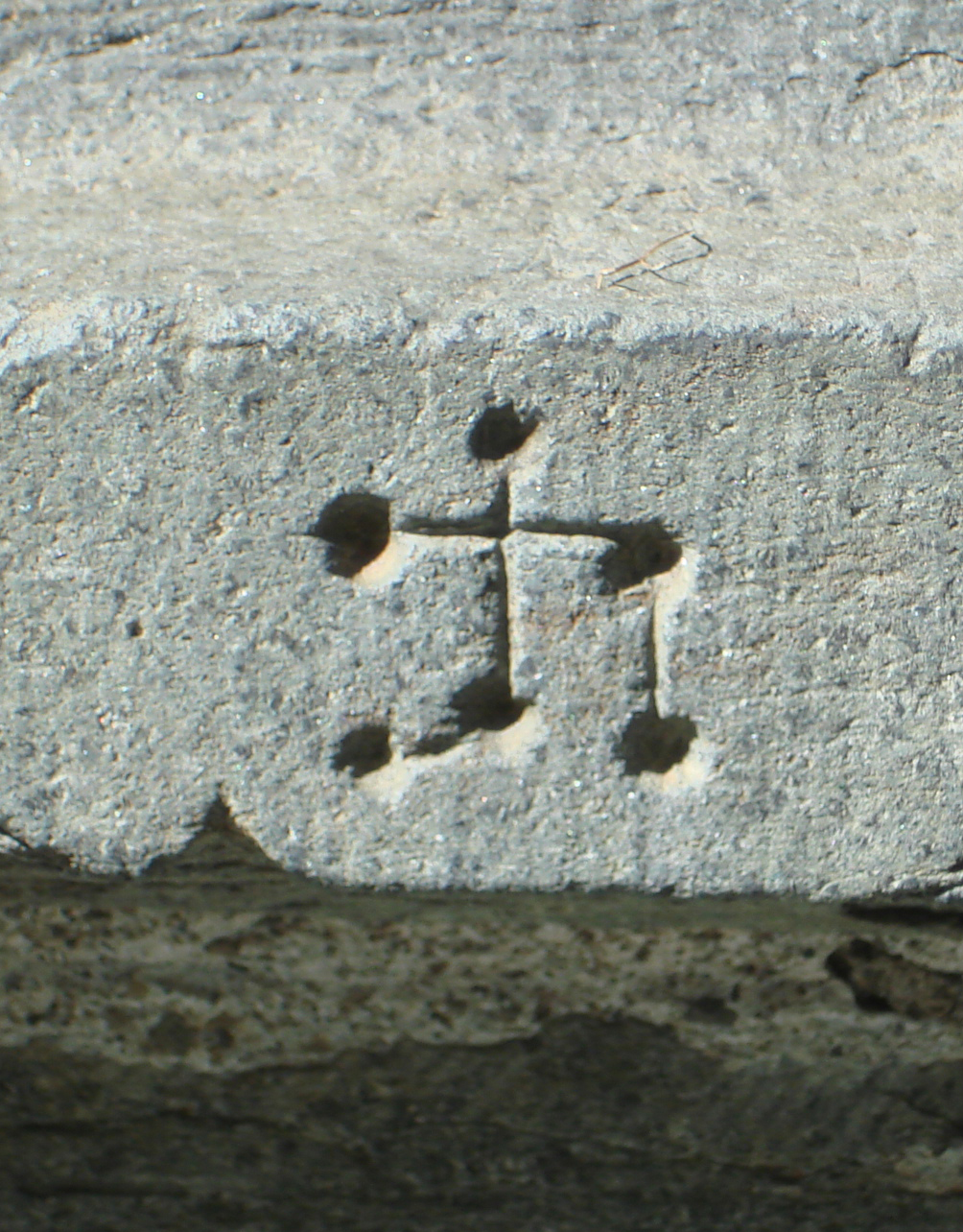
Cathédrale de Nidaros , Trondheim, XIVe siècle.
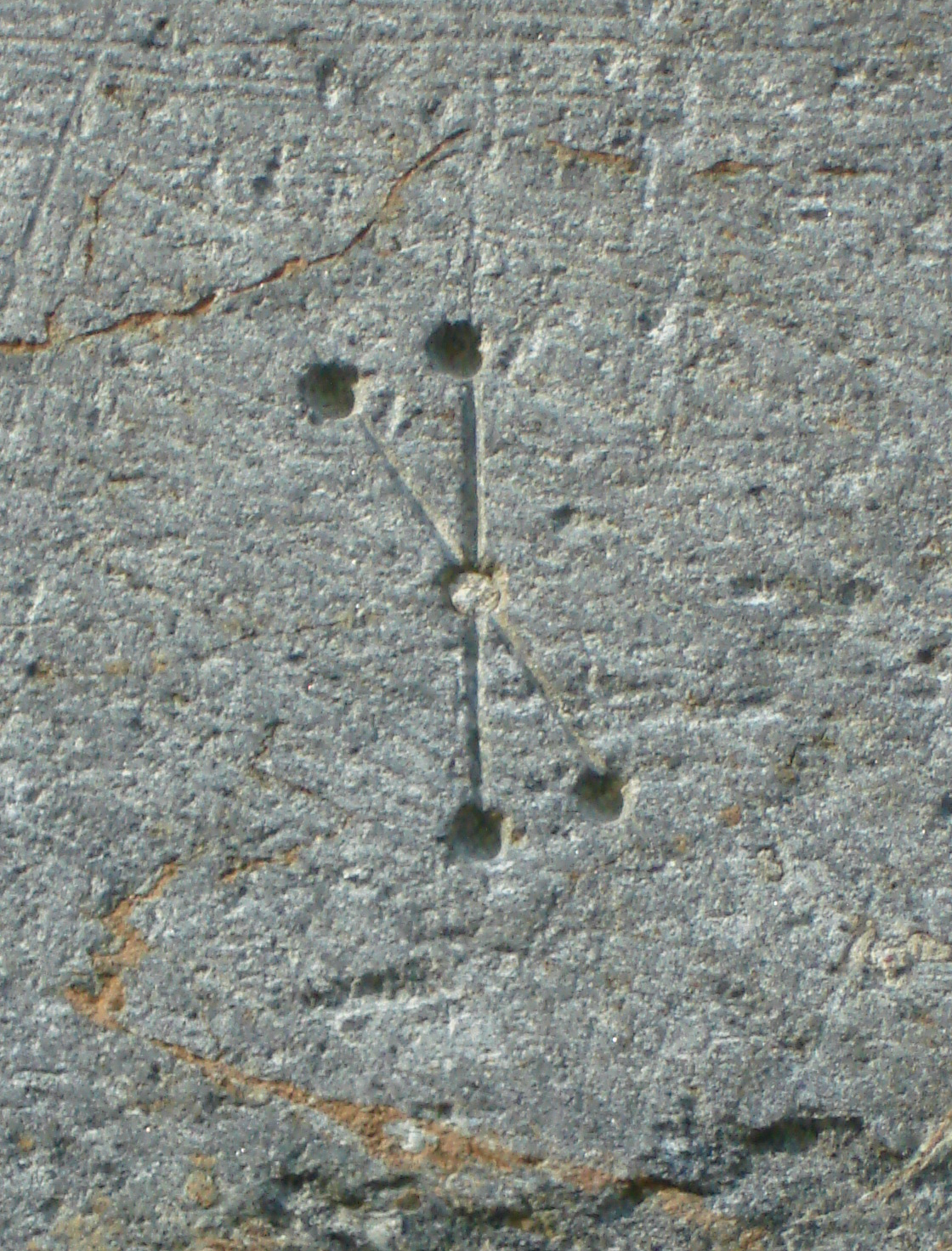
Église de Notre-Dame de Trondheim, XIIe siècle.

## Les marques de tâcheron au Portugal

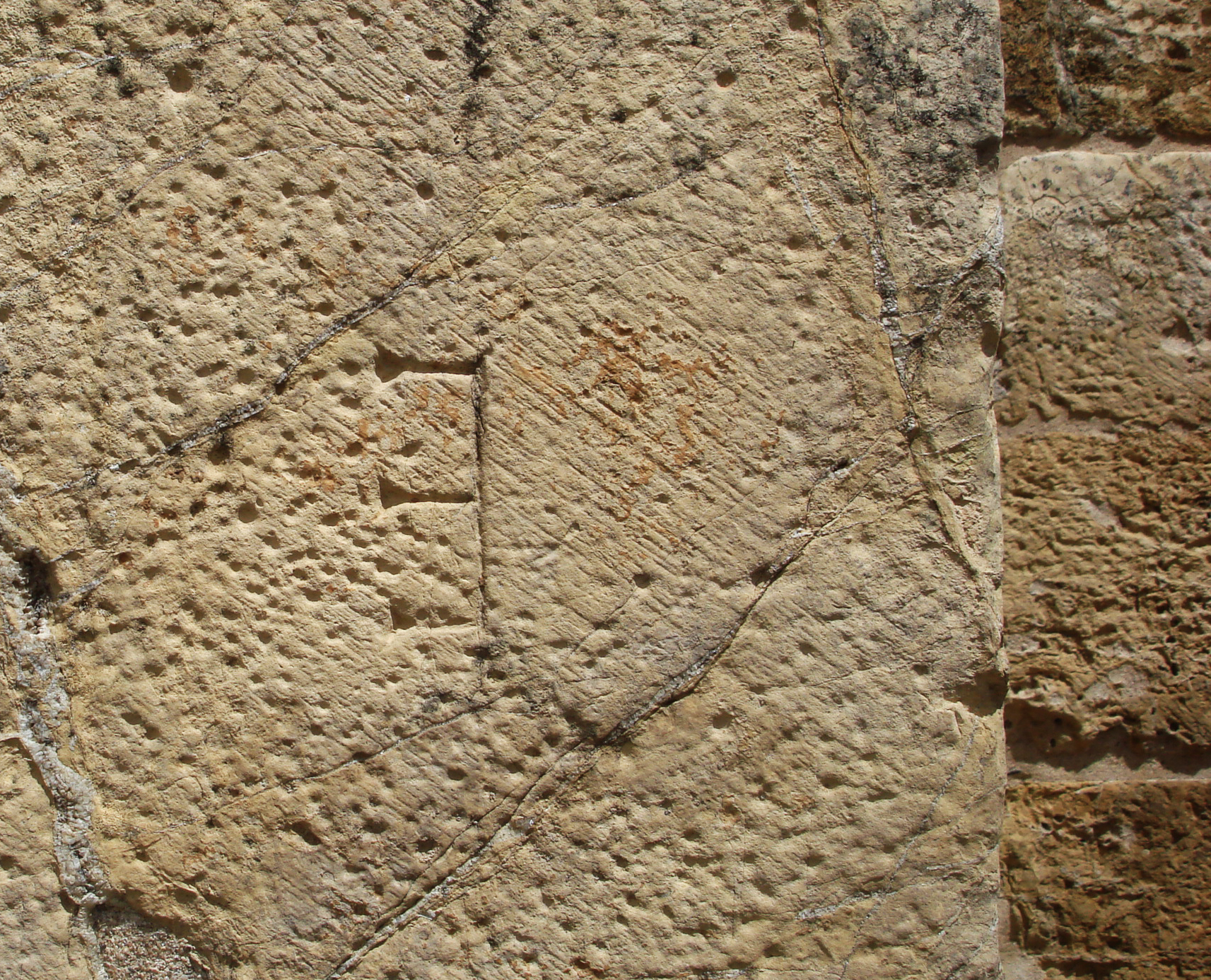
Vieille Cathédrale de Coimbra, XIIe siècle.
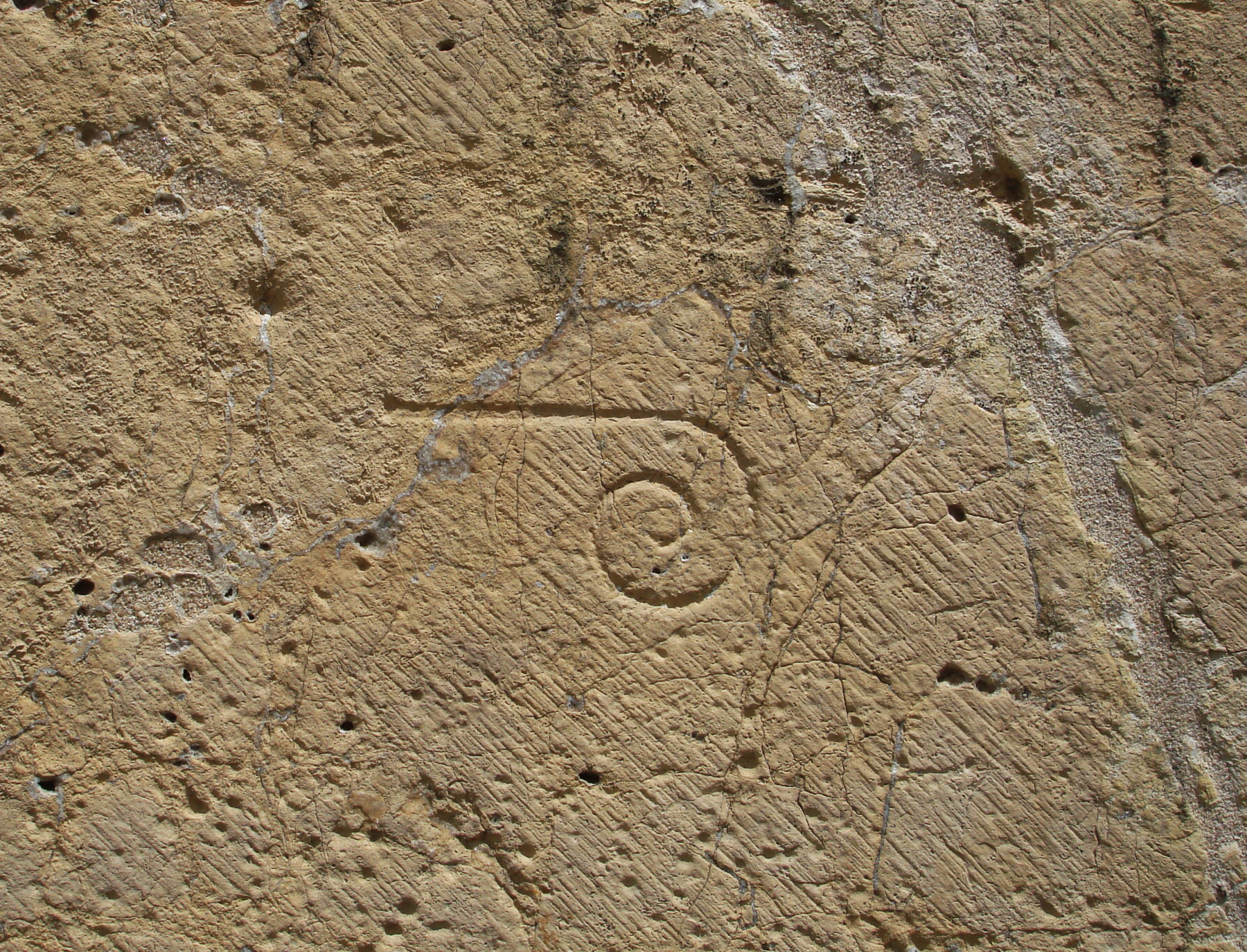
Vieille Cathédrale de Coimbra, XIIe siècle.
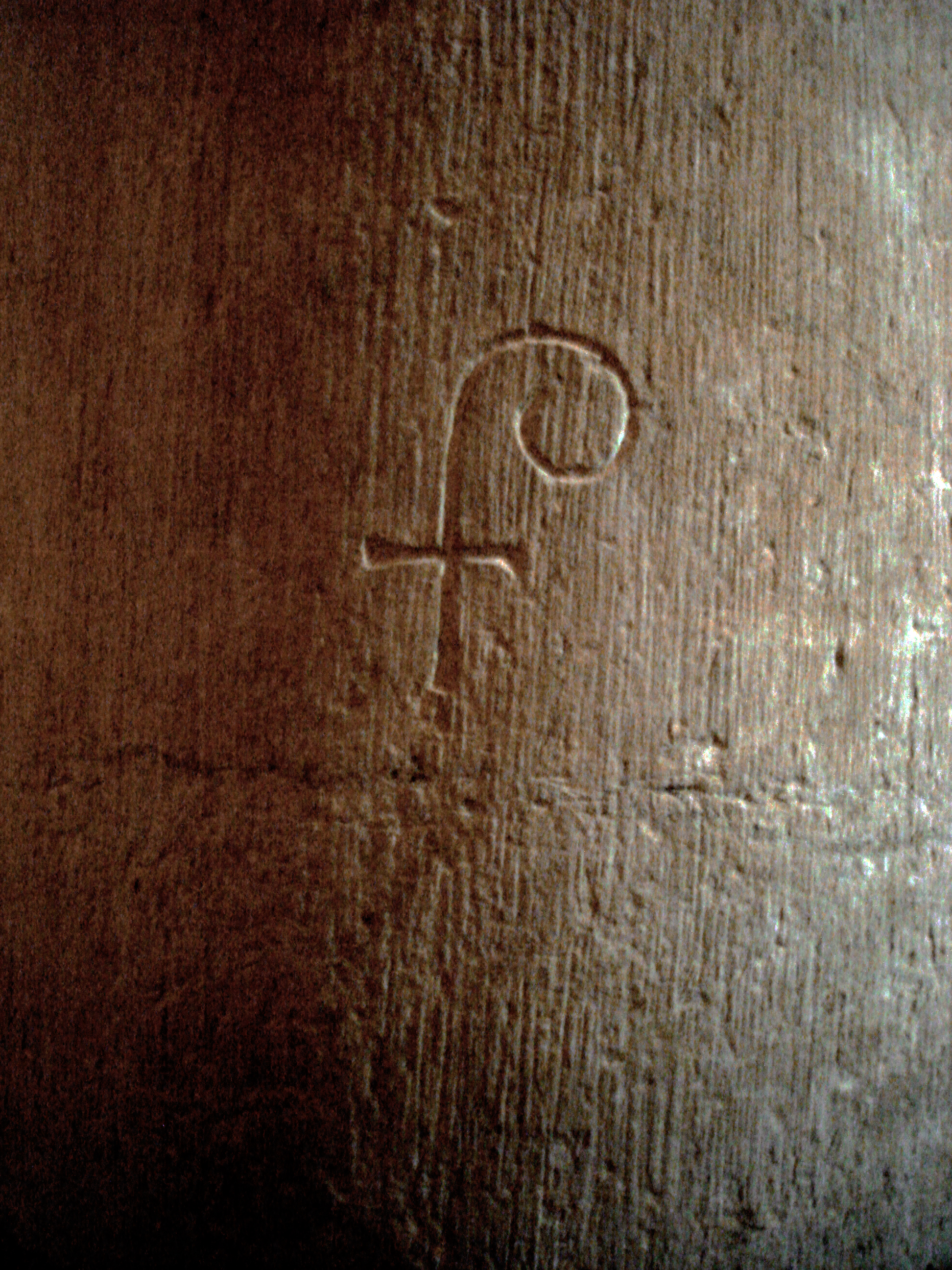
Vieille Cathédrale de Coimbra, XIIe siècle.
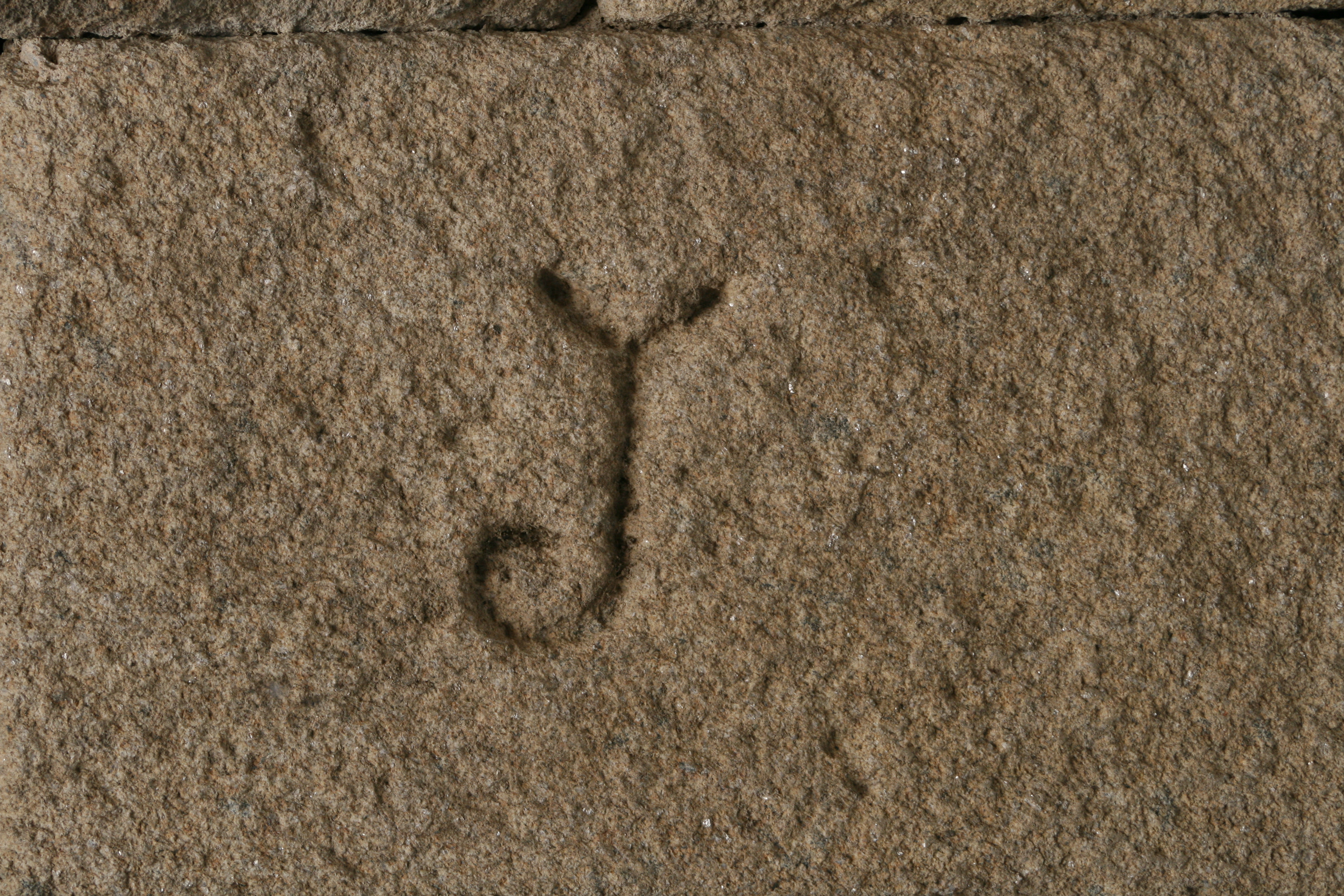
Pont de Ucanha, Tarouca.
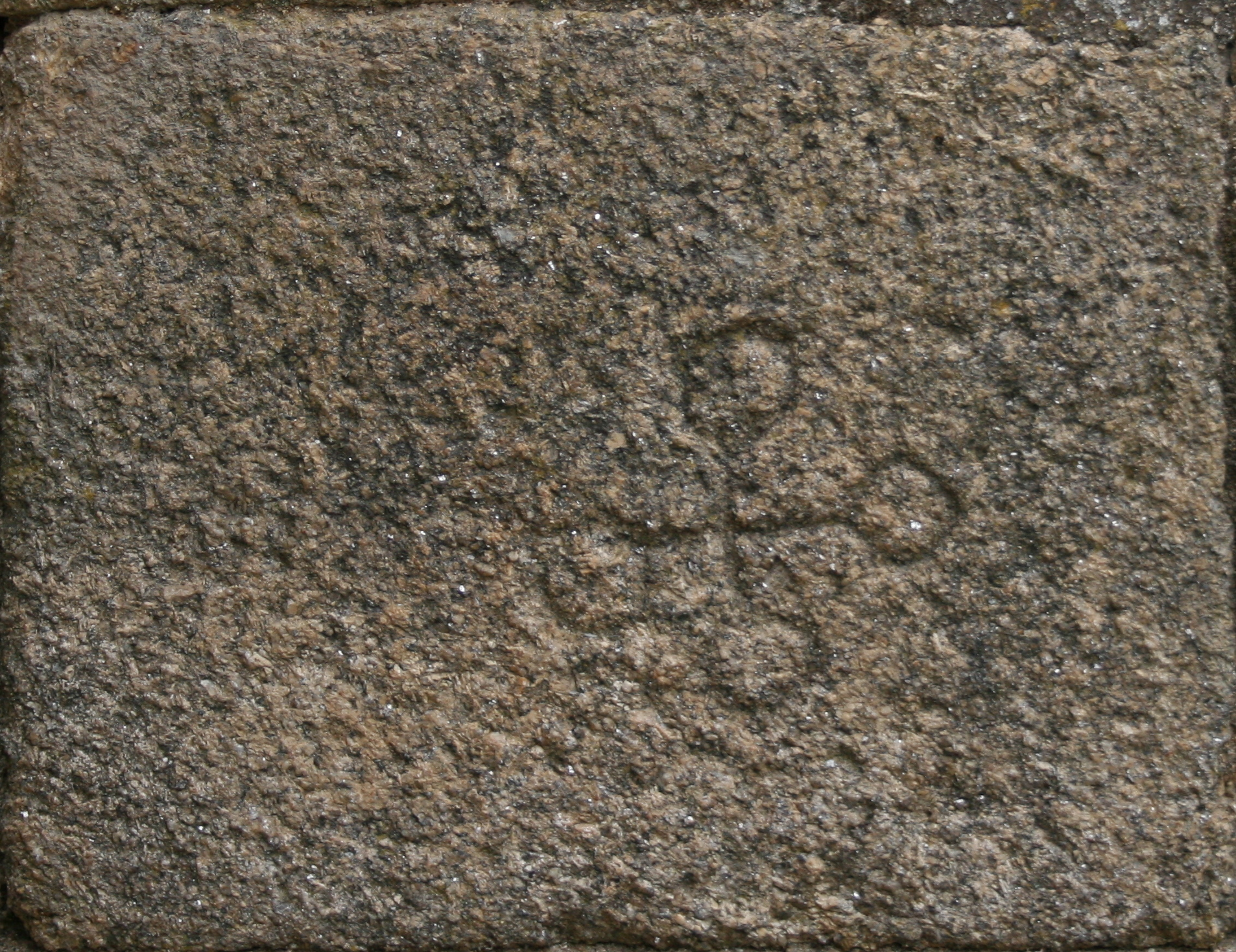
Église de São Martinho de Mouros, Resende.